# M/S Seatrade
M/S Svealand var ett kombifartyg som kunde ta järnvägsvagnar, bilar och passagerare byggt 1973 för SJ:s linje Trelleborg-Sassnitz och till en början ägt av Lion Ferry. Fram till skrotningen 2011 hann fartyget trafikera flera linjer och bära flera namn, varav det senaste under aktiv tid var M/S Seatrade. Den sista linjen som trafikerades var Igoumenitsa-Bari för Ventouris Ferries Group, Grekland. Fartyget ägdes då av Stena Line. Systerfartyg är M/S Götaland.
- Byggd 1973: Nakskov, Danmark
- Dimensioner: 182,73 x 22,00 x 6,22 m
- Brt: 6962
- GT/ DWT: 17991/ 6130
- Maskineri: Två 8 cylindriga och två 6 cylindriag Pielstick dieslar
- Effekt: 14000 kW
- Knop: 18,5
- Passagerare: 236
- Hyttplatser: 236
- IMO: 7301491